# Минай Шмирьов
Минай Филипович Шмирьов (на беларуски: Мінай Піліпавіч Шмыров, 11 (23) декември 1891 г., с. Пунище, Велижски район, Витебска област – 3 септември 1964 г., Витебск) – организатор на партизанското движение във Витебска област по време на Великата отечествена война. Герой на Съветския съюз (1944).

## Биография
Той е роден на 23 декември 1891 г. в село Пунище, Велижски район, сега Витебска област, Витебска област на Беларус, в селско семейство. Беларус по националност. Член на РКП(б) от 1920 г. Получава начално образование. От старообрядческо семейство. Участник в Първата световна война от 1914 – 1918 г., той е призован в армията през 1913 г. Награден е с три кръста „Свети Георги“ и медали. През 1921 – 1923 г. е командир на отряд за борба с бандитизма във Витебска област. За пълното ликвидиране на банди на територията на Суражската волост, съгласно Указ на Всеруския централен изпълнителен комитет № 441 от 19 февруари 1923 г., М. Ф. Шмирев е награден с орден „Червено знаме“. От 1923 г. е началник на волостния поземлен отдел, председател на колективното стопанство, директор на лененопреработвателната фабрика и картонената фабрика „Пудот“ на името на Воровски в Суражски окръг.

## Командир на партизански отряд
Партизански псевдоним и почетна титла (батка) – Бащица Минай. Командир на партизански отряд, през юни 1941 г. организира партизански отряд от работници на фабриката в село Пудот между Сураж и Усвяти; от април 1942 г. – командир на 1-ва Беларуска партизанска бригада. Партизаните устройват засади в посока Сураж-Усвяти-Велиж, в резултат на което германските окупатори обявяват района на дейност на отряда за „партизанска зона“ и многократно се опитват безуспешно да го елиминират.
Благодарение на действията на 4-та ударна армия и 1-ва беларуска партизанска бригада под командването на Шмирев е създадена известната „Витебска (Суражска) порта“. Те се превръщат в главната артерия, свързваща континенталната част с партизанските отряди на Беларус, Прибалтика и Украинската съветска социалистическа република. От ноември 1942 г. работи в Централния щаб на партизанското движение.
С Указ на Президиума на Върховния съвет на СССР от 15 август 1944 г., за образцово изпълнение на бойните задачи на командването на фронта в борбата срещу нацистките нашественици и проявените при това смелост и героизъм, Минай Филипович Шмирьов е удостоен със званието Герой на Съветския съюз с връчване на орден „Ленин“ и медал „Златна звезда“ (№ 4377).

## Лична трагедия
След няколко неуспешни опита да унищожат партизаните нацистите прибягват до обичайната си мярка: арестуват и по-късно разстрелват четирите малки деца на Минай Шмирев: Лиза (14 години), Сергей (10 години), Зина (7 години) и Миша (3 години). Германците първоначално обещават да оставят децата живи, ако батка Минай се предаде доброволно, но 14-годишната Лиза предала бележка на баща си от затвора, в която го молила да не вярва на обещанията на германците и да не им се предава. На 14 февруари 1942 г. нацистите разстрелват децата на Шмирев, както и сестра му и майката на съпругата му (съпругата на Шмирев умира преди войната).

## Следвоенен живот
След войната М. Ф. Шмирев е многократно избиран за депутат на Витебския областен съвет и за депутат на Върховния съвет на БССР, а също така е делегат на XXII конгрес на Комунистическата партия на Беларус. Работил е като заместник-председател на Витебския областен изпълнителен комитет. Два месеца преди смъртта си той става първият почетен гражданин на Витебск.
Той почива на 3 септември 1964 г. Погребан е с почести в Парка на героите в центъра на Витебск, на Успенския хълм.